# Hungarian Grand Prix 2022
L'Hungarian Grand Prix 2022 è un torneo femminile di tennis giocato su Terra rossa. È la 20ª edizione dell'Hungarian Grand Prix, facente parte della categoria Tornei WTA 250 nell'ambito del WTA Tour 2022. Si gioca al Római Tennis Academy di Budapest, in Ungheria, dall'11 al 17 luglio 2022.

## Partecipanti

### Teste di serie
| Nazionalità | Giocatrice           | Ranking* | Testa di serie |
| ----------- | -------------------- | -------- | -------------- |
| Rep. Ceca   | Barbora Krejčíková   | 14       | 1              |
| Italia      | Martina Trevisan     | 29       | 2              |
| Kazakistan  | Julija Putinceva     | 33       | 3              |
| Ucraina     | Anhelina Kalinina    | 34       | 4              |
|             | Aljaksandra Sasnovič | 35       | 5              |
| Cina        | Zhang Shuai          | 41       | 6              |
| Romania     | Elena-Gabriela Ruse  | 54       | 7              |
| Rep. Ceca   | Tereza Martincová    | 61       | 8              |
| Ungheria    | Anna Bondár          | 64       | 9              |

* Ranking al 27 giugno 2022.

### Altre partecipanti
Le seguenti giocatrici hanno ricevuto una wild card per il tabellone principale:
- Tímea Babos
- Réka Luca Jani
- Natália Szabanin

La seguente giocatrice è entrata nel tabellone principale usando usando il ranking protetto:
- Laura Siegemund

Le seguenti giocatrici sono passate dalle qualificazioni:

- Carolina Alves
- Kateryna Baindl
- Jesika Malečková
- Despina Papamichail
- Bernarda Pera
- Fanny Stollár

La seguenti giocatrici sono entrate in tabellone principale come lucky loser:
- Marina Bassols Ribera
- Laura Pigossi

### Ritiri
Prima del torneo
- Claire Liu → sostituita da  Dalma Gálfi
- Marta Kostjuk → sostituita da  Panna Udvardy
- Tereza Martincová → sostituita da  Marina Bassols Ribera
- Andrea Petković → sostituita da  Kamilla Rachimova
- Elena Rybakina → sostituita da  Laura Pigossi
- Ajla Tomljanović → sostituita da  Ekaterine Gorgodze
- Wang Xinyu → sostituita da  Wang Xiyu
- Zheng Qinwen → sostituita da  Ana Bogdan

## Partecipanti al doppio

### Teste di serie
| Nazione    | Giocatrice         | Nazione | Giocatrice         | Rank1 | Teste di serie |
| ---------- | ------------------ | ------- | ------------------ | ----- | -------------- |
| Germania   | Laura Siegemund    | Cina    | Zhang Shuai        | 52    | 1              |
| Kazakistan | Anna Danilina      | Serbia  | Aleksandra Krunić  | 63    | 2              |
| Georgia    | Natela Dzalamidze  |         | Kamilla Rachimova  | 111   | 3              |
| Georgia    | Ekaterine Gorgodze | Georgia | Oksana Kalašnikova | 125   | 4              |

* Ranking al 27 giugno 2022.

### Altre partecipanti
Le seguenti giocatrici hanno ricevuto una wild card per il tabellone principale:
- Réka Luca Jani /  Adrienn Nagy
- Natália Szabanin /  Luca Udvardy

### Ritiri
Prima del torneo
- Marta Kostjuk /  Elena-Gabriela Ruse → sostituite da  Elixane Lechemia /  Jesika Malečková
- Kaitlyn Christian /  Lidzija Marozava → sostituite da  Jessy Rompies /  Hsieh Yu-chieh
- Irina Bara /  Ekaterine Gorgodze → sostituite da  Ekaterine Gorgodze /  Oksana Kalašnikova

## Punti e montepremi
| Torneo              | Torneo              | V      | F      | SF     | QF    | 2T    | 1T    | Q  | Q2    | Q1  |
| Singolare femminile | Punti               | 280    | 180    | 110    | 60    | 30    | 1     | 18 | 12    | 1   |
| Singolare femminile | Premi in denaro ($) | 43,000 | 21,400 | 11,500 | 6,175 | 3,400 | 2,100 | –  | 1,020 | 600 |
| Doppio femminile    | Punti               | 280    | 180    | 110    | 60    | -     | 1     | –  | –     | –   |
| Doppio femminile    | Premi in denaro ($) | 12,300 | 6,400  | 3,435  | 1,820 | -     | 960   | –  | –     | –   |

## Campionesse

### Singolare
Bernarda Pera ha sconfitto in finale  Aleksandra Krunić con il punteggio di 6-3, 6-3.
- È il primo titolo stagionale e della carriera per la Pera.

### Doppio
Ekaterine Gorgodze /  Oksana Kalašnikova hanno sconfitto in finale  Katarzyna Piter /  Kimberley Zimmermann con il punteggio di 1-6, 6-4, [10-6].